# Euphorbia lydenburgensis
Euphorbia lydenburgensis är en törelväxtart som beskrevs av Herold Georg Wilhelm Johannes Schweickerdt och Cythna Lindenberg Letty. Euphorbia lydenburgensis ingår i släktet törlar, och familjen törelväxter. Inga underarter finns listade i Catalogue of Life.

## Bildgalleri

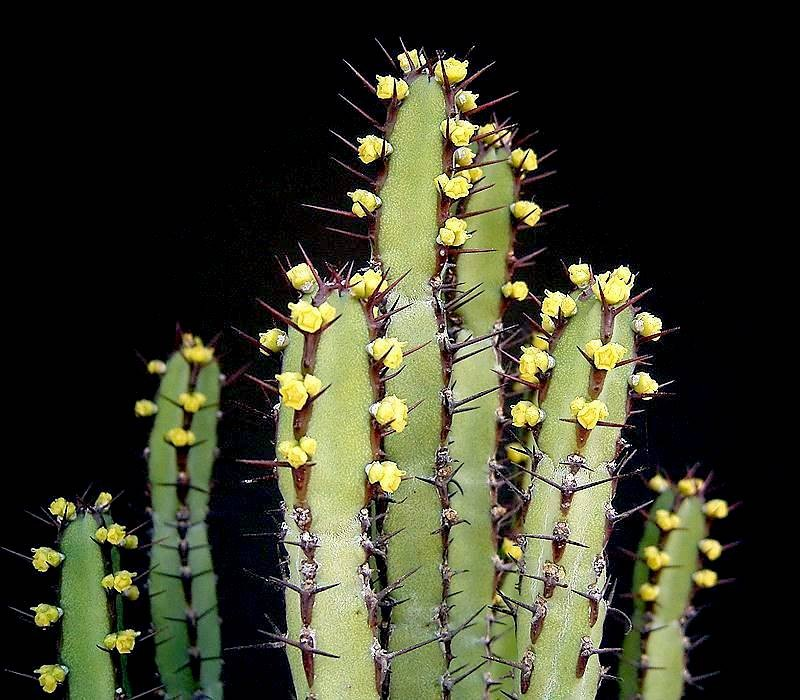
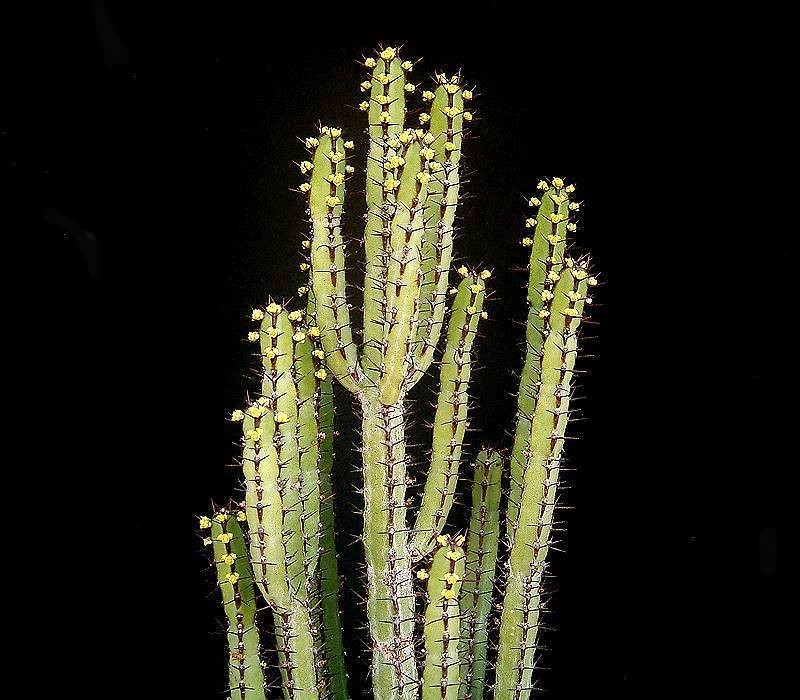
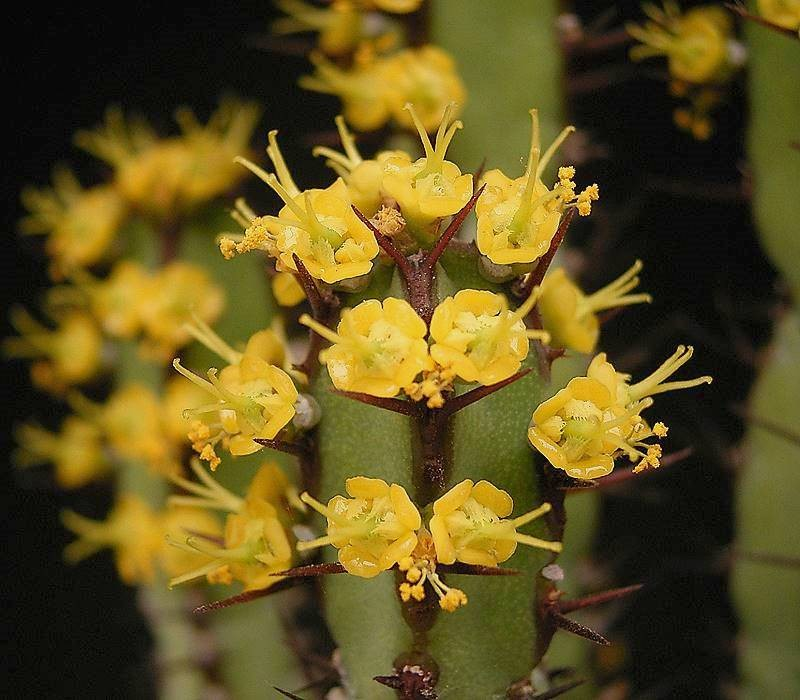
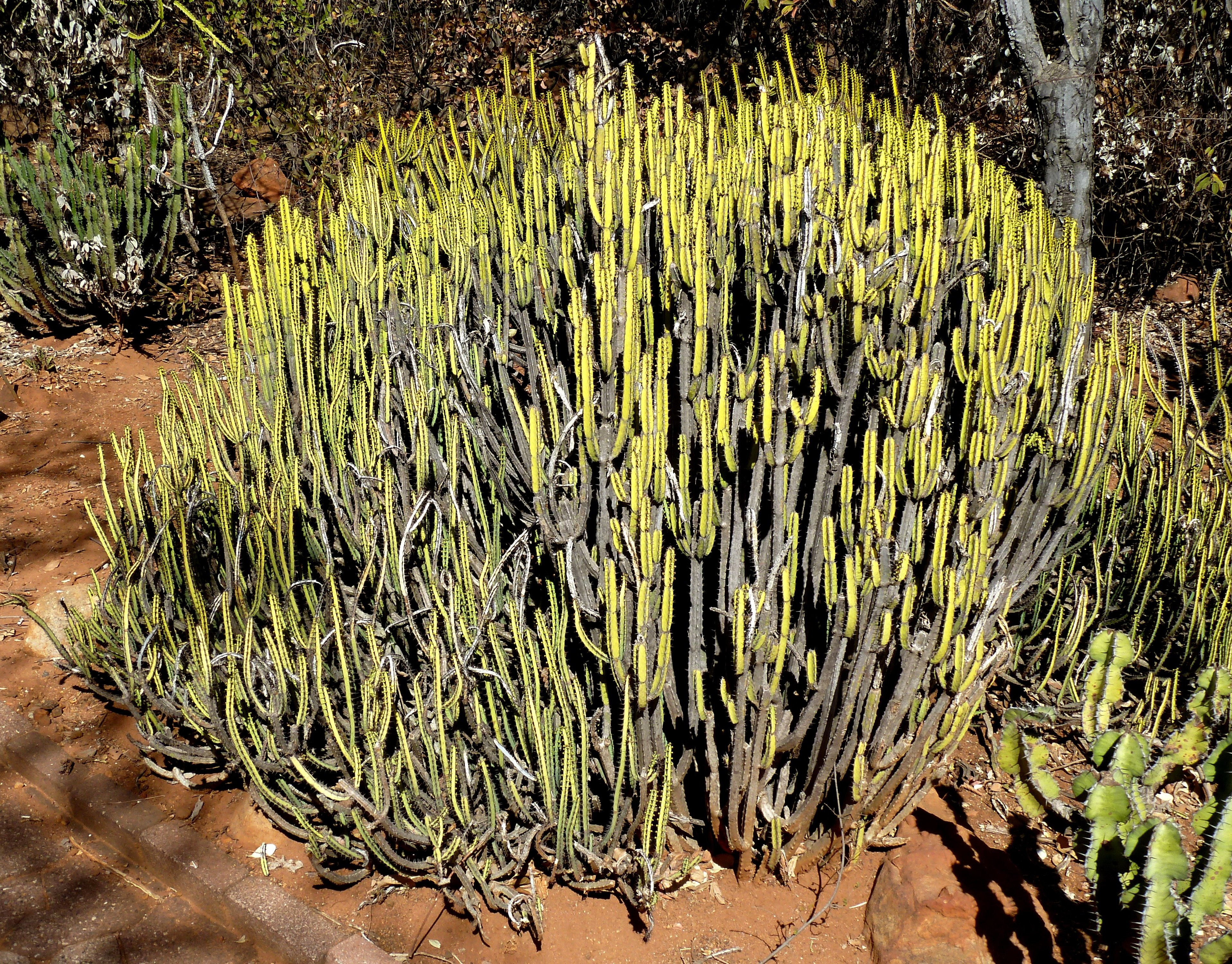